# Adelphocoris lineolatus
De Luzernesierblindwants (Adelphocoris lineolatus) is een wants uit de familie van de blindwantsen (Miridae). De soort werd het eerst wetenschappelijk beschreven door Johann August Ephraim Goeze in 1778.

## Uiterlijk
De lichtbehaarde, voornamelijk groene of geelgroene Adelphocoris lineolatus is altijd langvleugelig en kan 7,5 tot 9,5 mm lang worden. De antennes zijn roodbruin met uitzondering van het eerste segment, dat geel of groen van kleur is. De voorvleugels eindigen in een roomkleurige punt (cuneus) met soms een bruin uiteinde. Verder zijn de voorvleugels soms geheel dezelfde kleur maar soms is ook een driehoekige bruine vlek aanwezig en langs het schildje een donkere rand. Het schildje (scutellum) zelf is licht van kleur en heeft vaak twee donkere lengte streepjes. Het halsschild heeft twee zwarte stippen die soms ontbreken. De dijen zijn bruin gespikkeld en de schenen hebben zwarte stekels. Adelphocoris lineolatus lijkt soms op Closterotomus norwegicus; bij deze wants is het tweede antennesegment echter veel korter, de beharing zwarter en de vleugelpunt niet roomkleurig maar groener. Adelphocoris lineolatus kan ook verward worden met Adelphocoris quadripunctatus; die heeft echter geen lichte maar zwarte beharing en geen dubbele donkere lengtestreepjes op het schildje.

## Leefwijze
De soort overwintert als eitje, volwassen wantsen kunnen van mei tot eind oktober op zonnige plekken worden waargenomen en er is één generatie per jaar. Naast Luzerne (Medicago sativa) eet de wants ook van andere vlinderbloemigen zoals hopklaver, gewone rolklaver, klaver, hokjespeul, stalkruid en veldlathyrus. 

## Leefgebied
De wants komt voor in het Palearctisch gebied, Noord-Afrika, Azië, India, Pakistan en is in Nederland zeer algemeen. 